# Gare de Jingū-Marutamachi
À ne pas confondre avec la station Marutamachi du métro de Kyoto.
La gare de Jingū-Marutamachi (神宮丸太町駅, Jingū-Marutamachi-eki) est une gare ferroviaire située dans l'arrondissement de Sakyō à Kyoto située sur la ligne Keihan Ōtō, un prolongement de la ligne principale Keihan. La gare est exploitée par la compagnie Keihan Electric Railway. Elle porte le nom de l'artère routière Marutamachi-dōri et du sanctuaire shinto Heian-jingū. Elle est numérotée KH-41.

## Situation ferroviaire
La gare d'Umekōji-Kyōtonishi est située au point kilométrique (PK) 1,0 de la ligne Keihan Ōtō. Elle se trouve sur la berge est du fleuve Kamo, au carrefour de Marutamachi-dōri et de Kawabata-dōri (ja).

## Histoire
La gare de Jingū-Marutamachi ouvre sous le nom « gare de Marutamachi » (丸太町駅) le 5 octobre 1989 en même temps que la ligne Keihan Ōtō. Le 19 octobre 2008, la gare change de nom pour « Jingū-Marutamachi », dû à l'ouverture de la station Marutamachi sur la ligne Karasuma du métro de Kyoto, et pour faciliter le repérage pour les touristes. En décembre 2009, un système d'appel d'urgence est installé sur le quai. Le 26 décembre 2013, la sonnerie pour guider les personnes aveugles est changée pour une voix automatique sur toutes les gares Keihan. Les deux ascenseurs sont remplacés le 1er décembre 2014,,. Le 19 mars 2016, le service local est brièvement interrompu à la gare de Jingū-Marutamachi. Le 31 octobre de la même année, des tableaux électroniques affichant les horaires sont installés. Le 31 janvier 2018, des panneaux d'information aux touristes sont installés. 

## Service des voyageurs

### Accueil

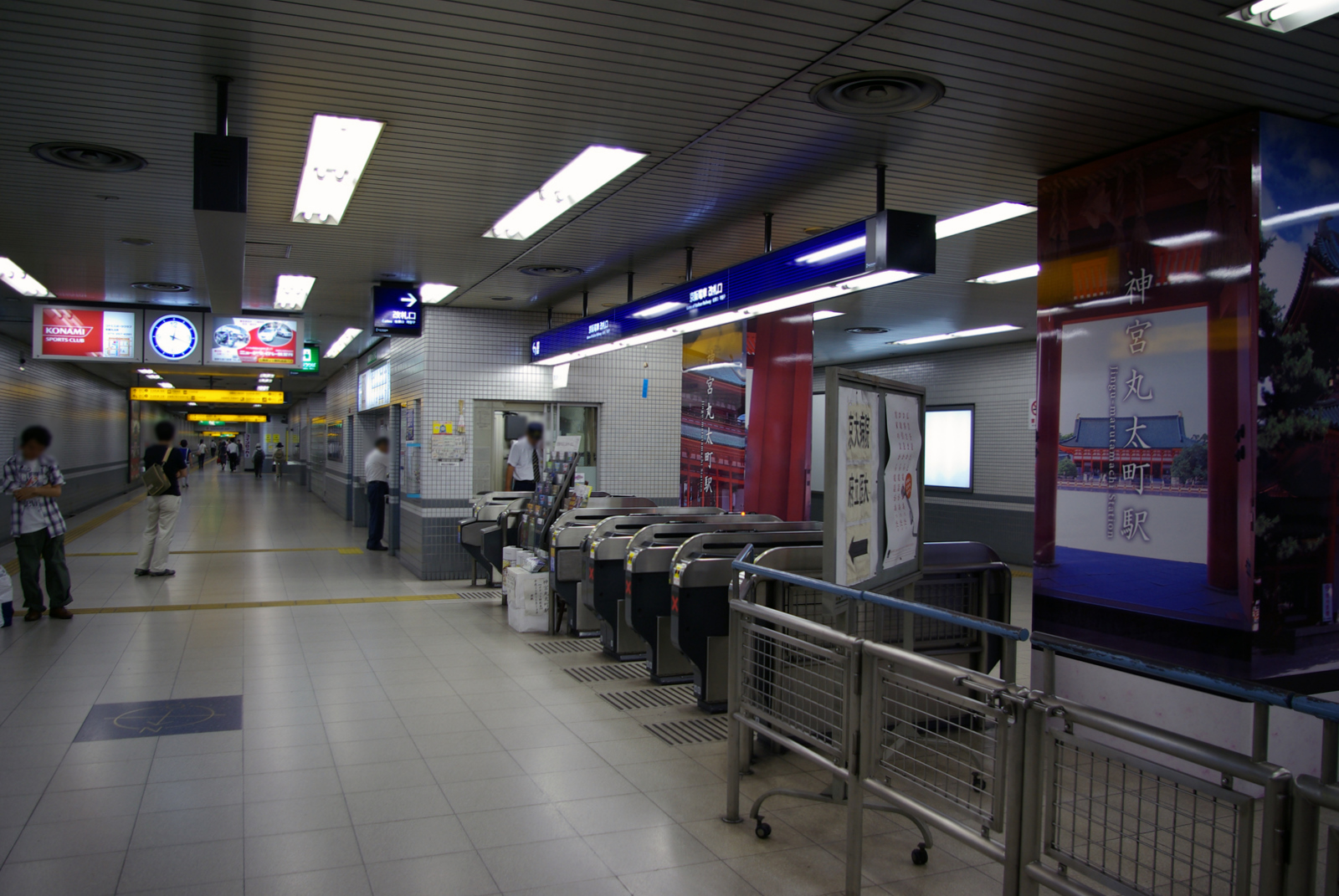
Billetterie et portillons d'accès.

La gare, en position souterraine, dispose d'un quai central, menant à deux voies.
On trouve deux étages souterrains. Le terminal voyageurs et la billetterie se trouvent au premier sous-sol, tandis que le quai se trouve au deuxième. Une œuvre d'art public peinte sur tuiles de céramiques intitulée « Heian-jingū Ezu » (平安神宮絵図) et réalisée par l'artiste Kyōichi Nishiwaki se trouve dans le terminal voyageurs. On trouve aussi une consigne automatique, un guichet automatique et un stationnement cyclable.
La gare dispose de deux ascenseurs accessibles, des toilettes publiques, et des panneaux d'information en braille. Cinq entrées de part et d'autre de Kawabata-dōri permettent d'accéder à la gare. L'entrée 2 est située dans l'édifice Ebisu Building (恵美須ビル).

### Desserte
La gare comprend deux quais de part et d'autre des voies, dont les deux voies sont disposées de la façon suivante :
- Ligne Keihan Ōtō
  - Quai 1
    - voie 1 : direction Demachiyanagi

  - Quai 2
    - voie 2 : direction Yodoyabashi et ligne Keihan Nakanoshima

### Gares adjacentes
| «     |  | Service                                              |  | »             |
| ----- |  | ---------------------------------------------------- |  | ------------- |
| Sanjō |  | Ligne Keihan Ōtō (service local)                     |  | Demachiyanagi |
| Sanjō |  | Ligne Keihan Ōtō (semi-express)                      |  | Demachiyanagi |
| Sanjō |  | Ligne Keihan Ōtō (semi-express sur heures de pointe) |  | Demachiyanagi |
| Sanjō |  | Ligne Keihan Ōtō (express)                           |  | Demachiyanagi |

### Intermodalité
Les autobus du réseau d'autobus de Kyoto (ja) desservent la gare, à l'arrêt « Marutamachi Keihan-mae » (丸太町京阪前), où passent les lignes 65, 93, 202 et 204. Jusqu'au 12 octobre 1997, l'arrêt s'appelait « Kawabata-Marutamachi ».
Les autobus de la société privée Kyoto Bus (ja) passe à l'arrêt « Kawabata-Marutamachi » (川端丸太町), nommément les lignes 15, 17, 41, 51, spécial 16, spécial 17,.  

## Dans les environs
On trouve plusieurs monuments et lieux d'intérêts à proximité, dont le temple bouddhiste Shōgo-in, le sanctuaire shinto Heian-jingū, le musée d’art moderne de Kyoto, le jardin impérial de Kyoto, le sanctuaire shinto Kumano-jinja (ja), le Musée Hosomi et le parc du fleuve Kamo entre autres.